# Michael Sullivan (tir sportif)
Pour les articles homonymes, voir Michael Sullivan et Sullivan.
Michael Sullivan, né le 6 décembre 1942 à Exeter, est un tireur sportif britannique.

## Carrière
Michael Sullivan participe aux Jeux olympiques de 1984 à Los Angeles et remporte la médaille de bronze dans l'épreuve de la carabine 50 mètres tir couché.